# Штепп, Кристоф
Кристоф Штепп (нем. Christoph Stepp; 23 октября 1927, Бреслау — 2 июля 2014, Мюнхен) — немецкий дирижёр.
Сын врача. Частным образом учился музыке у Беттины Экль, Германа Цильхера, Филиппины Шик. Окончил Мюнхенскую академию музыки (1950). В том же году организовал Мюнхенский камерный оркестр и руководил им до 1956 г., в том числе в ходе гастролей оркестра в Аргентине. Затем работал как оперный дирижёр в Мюнхене (был ассистентом Ференца Фричая) и Аугсбурге.
В 1960—1978 гг. возглавлял Филармонический оркестр Пфальца. В 1980 г. в связи с болезнью Александра Румпфа на временной основе руководил Городским оркестром Ремшайда, затем после смерти Румпфа в 1981—1988 гг. генеральмузикдиректор Ремшайда. В 1988—1996 гг. главный дирижёр Мюнхенского симфонического оркестра. Несколько раз гастролировал в Японии.
Среди осуществлённых Штеппом премьер — концерт для фортепиано с оркестром Герхарда Вимбергера (1955, солист Ханс Боненштингль), Соната № 2 для оркестра Вернера Эгка (1969), Барочный концерт для трубы с оркестром Бернхарда Кроля (1984).
Награждён офицерским крестом ордена «За заслуги перед Федеративной Республикой Германия».